# Cumora
Cumora (dansk: før 2005 Cumorah), (engelsk: før 1837 Camorah), i Mormons Bog også kaldet Rama, er en vigtig høj inden for Mormonismen, da den er den høj, hvor grundlæggeren Joseph Smith angiveligt fandt guldpladerne, under englen Moronis vejledning, som han senere oversatte til Mormons Bog.
Blandt mormoner er der stor uenighed om, hvorvidt Cumorahøjen, hvor Smith fandt guldpladerne, er den faktiske høj, som nævnes i Mormons Bog. Men de er enige om, at det var her Joseph Smith fandt guldpladerne. En anden høj, som gives som et bud på at være Cumorahøjen nævnt i Mormons Bog, er Cerro Vigia i Mexico.

## Navnet på højen
I den første udgave af Mormons Bog blev Cumorahøjen kaldet Camorah, det blev i 1837 ændret til Cumorah.
Første gang højen nævnes i Mormons Bog, bliver den dog kaldt Ramah
(på dansk ændret til Rama i 2005) i Eter 15:11. Stednavnet Cumora nævnes 9 gange i Mormons Bog og 1 gang i Lære og Pagter.
Kritikere af Mormonismen mener, at forfatteren af Mormons Bog bl.a. brugte allerede eksisterende stednavne til at skabe navne i Mormons
Bog.
I forhold til Cumora og Rama underbygger de deres teori med tidlige kort af Comorerne, hvor Comorerne staves Camora. Dertil ses Comorernes hovedstad, Moroni på den fulde version af kortet også, hvilket pudsigt nok var navnet på englen, som viste sig for Joseph Smith.
Navnet Rama anses for at være taget fra den canadiske by af samme navn.